# Ів Памбу
Ів Памбу (фр. Yves Pambou, нар. 27 листопада 1995, Монфермей, Франція) — конголезький футболіст, півзахисник національної збірної Конго.

## Клубна кар'єра
Народився 27 листопада 1995 року в місті Монфермей. Вихованець клубу «Нант», з академії якого влітку 2013 року перейшов до італійської «Реджини». Там Ів спочатку виступав за молодіжні команди, а згодом дебютував і на дорослому рівні, загалом провівши 20 матчів у сезоні 2013/14 у Серії B, після чого покинув команду.
Після кількох місяців, проведених у статусі вільного агента, 29 січня 2015 року він приєднався до французької команди «Треліссак», яка виступала у аматорському чемпіонаті Франції, четвертому дивізіоні країни, де грав до кінця сезону.
8 липня 2015 року уклав трирічний контракт зі словацьким клубом «ДАК 1904», у складі якого провів наступні три роки своєї кар'єри гравця.
23 серпня 2018 року Памбу перейшов в ізраїльський «Хапоель» (Петах-Тіква), де грав до кінця року, після чого у січні повернувся до Франції і став гравцем клубу другого дивізіону «Гренобль».
З літа 2020 року захищав кольори румунського клубу «Газ Метан», який покинув у січні 2022 року.
В липні 2022 року конголезець перебував на перегляді у харківському «Металісті», з яким наступного місяця підписав контракт.

## Виступи за збірну
1 вересня 2017 року дебютував в офіційних матчах у складі національної збірної Конго в грі відбору на чемпіонат світу 2018 року проти Гани (1:1).